# Suzukiana formosana
Suzukiana formosana är en fjärilsart som beskrevs av Okano 1959. Suzukiana formosana ingår i släktet Suzukiana och familjen tandspinnare. Inga underarter finns listade i Catalogue of Life.